# Monaco aux Jeux olympiques d'été de 2024
Monaco participe aux Jeux olympiques de 2024 à Paris. Il s'agit de sa 22e participation à des Jeux olympiques d'été.
Les nageurs Lisa Pou et Théo Druenne (en) sont nommés porte-drapeau de la délégation en juin 2024.

## Nombre d’athlètes qualifiés par sport
Voici la liste des qualifiés et sélectionnés monégasques par sport (remplaçants compris) :
| Sport             | Hommes | Femmes | Total |
| ----------------- | ------ | ------ | ----- |
| Athlétisme        | 1      | 0      | 1     |
| Aviron            | 1      | 0      | 1     |
| Judo              | 1      | 0      | 1     |
| Natation sportive | 1      | 1      | 2     |
| Tennis de table   | 0      | 1      | 1     |
| Total             | 4      | 2      | 6     |

## Résultats

### Athlétisme
| Athlètes                | Épreuve | Tour préliminaire | Tour préliminaire | Premier tour | Premier tour | Demi-finales | Demi-finales | Finale   | Finale   |
| Athlètes                | Épreuve | Temps             | Rang              | Temps        | Rang         | Temps        | Rang         | Temps    | Rang     |
| ----------------------- | ------- | ----------------- | ----------------- | ------------ | ------------ | ------------ | ------------ | -------- | -------- |
| Marie-Charlotte Gastaud | 100 m   | 12 s 41           | 6e                | Éliminée     | Éliminée     | Éliminée     | Éliminée     | Éliminée | Éliminée |

### Aviron
| Athlètes           | Compétition | Série | Série | Repêchage | Repêchage | Quart de finale | Quart de finale | Demi-finale | Demi-finale | Finale | Finale |
| Athlètes           | Compétition | Temps | Rang  | Temps     | Rang      | Temps           | Rang            | Temps       | Rang        | Temps  | Rang   |
| ------------------ | ----------- | ----- | ----- | --------- | --------- | --------------- | --------------- | ----------- | ----------- | ------ | ------ |
| Quentin Antognelli | Skiff       |       | e     |           | e         |                 | e               |             | e           |        | e      |

### Judo
À 24 ans, Marvin Gadeau participera pour la première fois de sa carrière aux Jeux Olympiques, après avoir remporté la médaille d’argent aux Jeux des petits États d’Europe en 2023.
| Athlète       | Compétition    | 1er tour            | 2e tour             | Quart de finale     | Demi-finale         | Repêchage           | Finale / CB         | Rang |
| Athlète       | Compétition    | Adversaire Résultat | Adversaire Résultat | Adversaire Résultat | Adversaire Résultat | Adversaire Résultat | Adversaire Résultat | Rang |
| ------------- | -------------- | ------------------- | ------------------- | ------------------- | ------------------- | ------------------- | ------------------- | ---- |
| Marvin Gadeau | Plus de 100 kg |                     |                     |                     |                     |                     |                     | e    |

### Natation
| Athlète      | Épreuve          | Séries      | Séries      | Demi-finales  | Demi-finales | Finale  | Finale  |
| Athlète      | Épreuve          | Temps       | Rang        | Temps         | Rang         | Temps   | Rang    |
| ------------ | ---------------- | ----------- | ----------- | ------------- | ------------ | ------- | ------- |
| Théo Druenne | 800 m nage libre | Non disputé | Non disputé | 8 min 25 s 01 | 31e          | Éliminé | Éliminé |

| Athlète  | Épreuve            | Séries      | Séries      | Demi-finales | Demi-finales | Finale          | Finale |
| Athlète  | Épreuve            | Temps       | Rang        | Temps        | Rang         | Temps           | Rang   |
| -------- | ------------------ | ----------- | ----------- | ------------ | ------------ | --------------- | ------ |
| Lisa Pou | 10 km en eau libre | Non disputé | Non disputé | Non disputé  | Non disputé  | 2 h 7 min 5 s 4 | 18e    |

### Tennis de table
| Athlète(s) (n° de tête de série) | Compétition | Tour préliminaire   | 1er tour            | 2e tour             | 3e tour             | 4e tour             | Quart de finale     | Demi-finale         | Finale / MB         | Rang |
| Athlète(s) (n° de tête de série) | Compétition | Adversaire(s) Score | Adversaire(s) Score | Adversaire(s) Score | Adversaire(s) Score | Adversaire(s) Score | Adversaire(s) Score | Adversaire(s) Score | Adversaire(s) Score | Rang |
| -------------------------------- | ----------- | ------------------- | ------------------- | ------------------- | ------------------- | ------------------- | ------------------- | ------------------- | ------------------- | ---- |
| Yang Xiaoxin ()                  | Simple      |                     |                     |                     |                     |                     |                     |                     |                     | e    |